# Collette Wolfe
Collette Marie Wolfe (* 4. April 1980 in King George, Virginia) ist eine US-amerikanische Filmschauspielerin.

## Leben
Collette Wolfe wuchs in Virginia auf und wurde ab 2006 als Schauspielerin für Film und Fernsehen tätig. 2009 spielte sie „Nell“ in Shopping-Center King – Hier gilt mein Gesetz, 2010 „Kelly“ in Hot Tub – Der Whirlpool … ist ’ne verdammte Zeitmaschine! und 2011 „Sandra Freehauf“ in Young Adult. 2014 spielte sie als Lehrerin „Ms. Hanley“ in Interstellar. 2015 bis 2016 spielte sie „Dorothy Durwood“ in der Comedy-Serie You’re the Worst.

## Filmografie (Auswahl)
- 2006: The Foot Fist Way
- 2007: Great World of Sound
- 2007: The Wager
- 2008: Semi-Pro
- 2008: Mein Schatz, unsere Familie und ich (Four Christmases)
- 2009: 17 Again – Back to High School (17 Again)
- 2009: Shopping-Center King – Hier gilt mein Gesetz (Observe and Report)
- 2009: Reaper – Ein teuflischer Job (Reaper, Fernsehserie, Episode: "The Home Stretch")
- 2009: Greek (Fernsehserie, Episode: "Dearly Beloved")
- 2010: How I Met Your Mother (Fernsehserie, Episode: "Zoo or False")
- 2010: 100 Questions (Fernsehserie, 6 Episoden)
- 2010: Eastbound & Down (Fernsehserie, Episode: "Chapter 13")
- 2010: Hot Tub – Der Whirlpool … ist ’ne verdammte Zeitmaschine! (Hot Tub Time Machine)
- 2010–2011: Cougar Town (Fernsehserie, 8 Episoden)
- 2011: Traffic Light (Fernsehserie, Episode: "All the Precedent’s Men")
- 2011: Friends with Benefits (Fernsehserie, Episode: "The Benefit of Forgetting")
- 2011: Lovelives
- 2011: Young Adult
- 2012: The Babymakers
- 2012: The Pilgrim & the Private Eye (Kurzfilm)
- 2012: Megawinner
- 2012: Fetching (Fernsehserie, 15 Episoden)
- 2012–2013: Next Caller (Fernsehserie, 5 Episoden)
- 2013: The Office (Fernsehserie, Episode: "Moving On")
- 2013: Mad Men (Fernsehserie, Episode: "Collaborators")
- 2013: Royal Pains (Fernsehserie, Episode: "Chock Full O’ Nuts")
- 2014: Devil’s Knot – Im Schatten der Wahrheit (Devil’s Knot)
- 2014: Interstellar
- 2015: Hot Tub Time Machine 2
- 2015: A Beautiful Now
- 2015: Your Family or Mine
- 2015–2016: You’re the Worst (Fernsehserie, 14 Folgen)
- 2016–2017: Good Behavior (Fernsehserie, 5 Folgen)